# Столбцы (Крым)
Столбцы́ (до 1948 года Бие́чь-Найма́н; укр. Столбци, крымскотат. Biyeç Nayman, Биеч Найман) — исчезнувшее село в Первомайском районе Республики Крым, административно объединённое с Мельничным. Фактически — ныне заброшенное село в полукилометре к юго-западу от Мельничного на противоположном берегу реки Чатырлык.

### Динамика численности населения
| - 1806 год — 95 чел. - 1864 год — 9 чел. - 1900 год — 76 чел. - 1905 год — 67 чел. | - 1915 год — 68/98 чел. - 1918 год — 200 чел. - 1926 год — 117 чел. |

## Название
Селение было известно под многими названиями, причём, применение того или иного зачастую не понятно, поскольку с зафиксировавших их документах никак не объяснялось. Первоначальное название, видимо, Тамам-Юш трансформировалось в начале XIX века в Тама-Бегича, затем в Тама Мююш с вариантом Биеч и только в 1865 году в дополнение к Таман-Юч появляется вариант Бий-Эчь-Найман, закрепившийся в дальнейшем.

## История
Первое документальное упоминание села встречается в Камеральном Описании Крыма… 1784 года, судя по которому, в последний период Крымского ханства Тамам Еш входил в Четырлык кадылык Перекопского каймаканства.
После присоединения Крыма к России (8) 19 апреля 1783 года, (8) 19 февраля 1784 года, именным указом Екатерины II сенату, на территории бывшего Крымского Ханства была образована Таврическая область и деревня была приписана к Перекопскому уезду. После Павловских реформ, с 1796 по 1802 год, входила в Акмечетский уезд Новороссийской губернии. По новому административному делению, после создания 8 (20) октября 1802 года Таврической губернии, Тама-Бегича был включён в состав Бозгозской волости Перекопского уезда.
По Ведомости о всех селениях, в Перекопском уезде состоящих… 1805 года в деревне Тама-Бегича числилось 7 дворов и 43 жителя, исключительно крымских татар. На военно-топографической карте генерал-майора Мухина 1817 года деревня Тамам юш обозначена без указания числа дворов. После реформы волостного деления 1829 года Тамам Юч, согласно «Ведомости о казённых волостях Таврической губернии 1829 года» отнесли к Эльвигазанской волости (переименованной из Бозгозской). На карте 1836 года в деревне 14 дворов. Видимо, вследствие эмиграции крымских татар в Турцию, деревня в последующие годы заметно опустела и на карте 1842 года Тама Мююш (Биеч) обозначен условным знаком «малая деревня», то есть, менее 5 дворов.
В 1860-х годах, после земской реформы Александра II, деревню приписали к Ишуньской волости того же уезда. В «Списке населённых мест Таврической губернии по сведениям 1864 года», составленном по результатам VIII ревизии 1864 года, Таман-Юч (Бий-Эчь-Найман) — владельческая деревня с 1 двором и 9 жителями при балкѣ Четырлыкъ. По обследованиям профессора А. Н. Козловского начала 1860-х годов, вода в колодцах деревни была пресная «в достаточном количестве», а их глубина колебалась от 2 до 4 саженей (4—8 м); также в селении имелись родники с пресной водой. На трехверстовой карте Шуберта 1865 года на хуторе Тама-Мююш (Биеч) обозначен 1 двор. А согласно «Памятной книжке Таврической губернии за 1867 год», деревня стояла покинутая, вследствие эмиграции крымских татар, особенно массовой после Крымской войны 1853—1856 годов, в Турцию.
Возрождено поселение было в конце века, согласно энциклопедическому словарю «Немцы России», в 1880 году крымскими немцами лютеранами на 2500 десятинах земли, но в Памятных книжках… 1889 и 1892 годов деревня не записана. Сохранился документ о выдаче ссуды неким Шевченко, Фуст, Гарварту и Гек под залог имения при деревнях Томан-Юч, Биеч и Найман от 2 мая 1890 года. Согласно «…Памятной книжке Таврической губернии на 1900 год», в деревне Биеч Джурчинской волости числилось 76 жителей в 9 дворах, в 1905-м, согласно немецкой энциклопедии — 67. По Статистическому справочнику Таврической губернии. Ч.II-я. Статистический очерк, выпуск пятый Перекопский уезд, 1915 год, в деревне Биечь-Найман (Фуста и Гека) Джурчинской волости Перекопского уезда числилось 7 дворов с немецким населением в количестве 68 человек приписных жителей и 98 — «посторонних» (в 1918 году — 200 жителей).
После установления в Крыму Советской власти и учреждения 18 октября 1921 года Крымской АССР, в составе Джанкойского уезда был образован Курманский район, в состав которого включили село. В 1922 году уезды получили название округов. 11 октября 1923 года, согласно постановлению ВЦИК, в административное деление Крымской АССР были внесены изменения, в результате которых был ликвидирован Курманский район и село включили в состав Джанкойского. Согласно Списку населённых пунктов Крымской АССР по Всесоюзной переписи 17 декабря 1926 года, в селе Биечь-Найман, Джурчинского сельсовета Джанкойского района, числилось 23 двора, из них 21 крестьянский, население составляло 117 человек, из них 104 немца и 13 украинцев, действовала немецкая школа. Постановлением ВЦИК РСФСР от 30 октября 1930 года был создан Фрайдорфский еврейский национальный район (переименованный указом Президиума Верховного Совета РСФСР № 621/6 от 14 декабря 1944 года в Новосёловский) (по другим данным 15 сентября 1931 года) и село включили в его состав, а после разукрупнения в 1935-м и образования также еврейского национального Лариндорфского (переименованный указом Президиума Верховного Совета РСФСР № 621/6 от 14 декабря 1944 года в Первомайский), село переподчинили новому району, село переподчинили новому району. Вскоре после начала Великой Отечественной войны, 18 августа 1941 года крымские немцы были выселены, сначала в Ставропольский край, а затем в Сибирь и северный Казахстан.
С 25 июня 1946 года селение в составе Крымской области РСФСР. Указом Президиума Верховного Совета РСФСР от 18 мая 1948 года, Биечь-Найман переименовали в Столбцы. 26 апреля 1954 года Крымская область была передана из состава РСФСР в состав УССР. Время включения в Островский сельсовет пока не выяснено: на 15 июня 1960 года село уже числилось в его составе. К 1968 году Столбцы присоединили к селу Мельничное (согласно справочнику «Крымская область. Административно-территориальное деление на 1 января 1968 года» — в период с 1954 по 1968 годы).